# マルセラ・アレハンドラ・リオス・トバール
マルセラ・アレハンドラ・リオス・トバール （Marcela Alejandra Ríos Tobar、1966年12月14日-)）は、チリの社会学者、政治学者であり、左派政党社会収斂党(CS)所属の政治家。ボリッチ政権において法務人権大臣を務めている。

## 経歴
カナダのヨーク大学で社会学を学んだのち、ウィスコンシン大学で政治学の博士号を取得。ラテンアメリカ社会科学部(FLACSO)にて社会科学の学位を取得。その後は14年間にわたって国連開発計画(UNDP)で働いたほか、チリ大学、サンティアゴ大学、ディエゴ・ポルタレス大学の教授職を歴任した。
第一次バチェレ政権では選挙制度改革委員会(2006年)、第二次バチェレ政権では年金制度改革委員会(2014-2015年)、利益相反・利益誘導・腐敗防止委員会(2015年)に参加した。
フェミニストであるほか、左派政党の社会収斂党所属であり、タカ派である。2022年1月に次期政権の法務人権大臣への任命が発表され、3月11日に正式に就任、史上7人目の女性の就任となった 。